# نیو آلبانی (کانزاس)
نو البنی (به انگلیسی: New Albany) شهری در ایالت کانزاس کشور ایالات متحده آمریکا است که جمعیت آن در سرشماری سال ۲۰۱۰ میلادی، ۵۶ نفر بوده‌است.